# Carl Andersen (tornász, 1899)
Carl Rudolf Svend „Karl” Andersen (Koppenhága, 1899. augusztus 11. – Koppenhága, 1983. július 7.) olimpiai bajnok dán tornász.
Az 1920. évi nyári olimpiai játékokon indult tornában és a szabadon választott gyakorlatok csapatversenyben aranyérmes lett.
Klubcsapata a Gymnastikforeningen Athen volt.